# JWH-015
JWH-015 je jedinjenje iz naftoilindolne familije koje deluje kao selektivni kanabinoidni agonist. Njegov afinitet za CB2 receptor je 13,8 nM, dok je njegov afinitet za CB1 383 nM, tako da se skoro 28 puta jače vezuje za CB2 nego CB1. JWH-015 manifestuje slabu CB1 aktivnost, i nije selektivan u istoj meri kao JWH-133. On ima imunomodulatorno dejstvo, i CB2 agonisti potencijalno mogu da budu korisni u tretmanu bola i inflamacije.